# Trollstigen

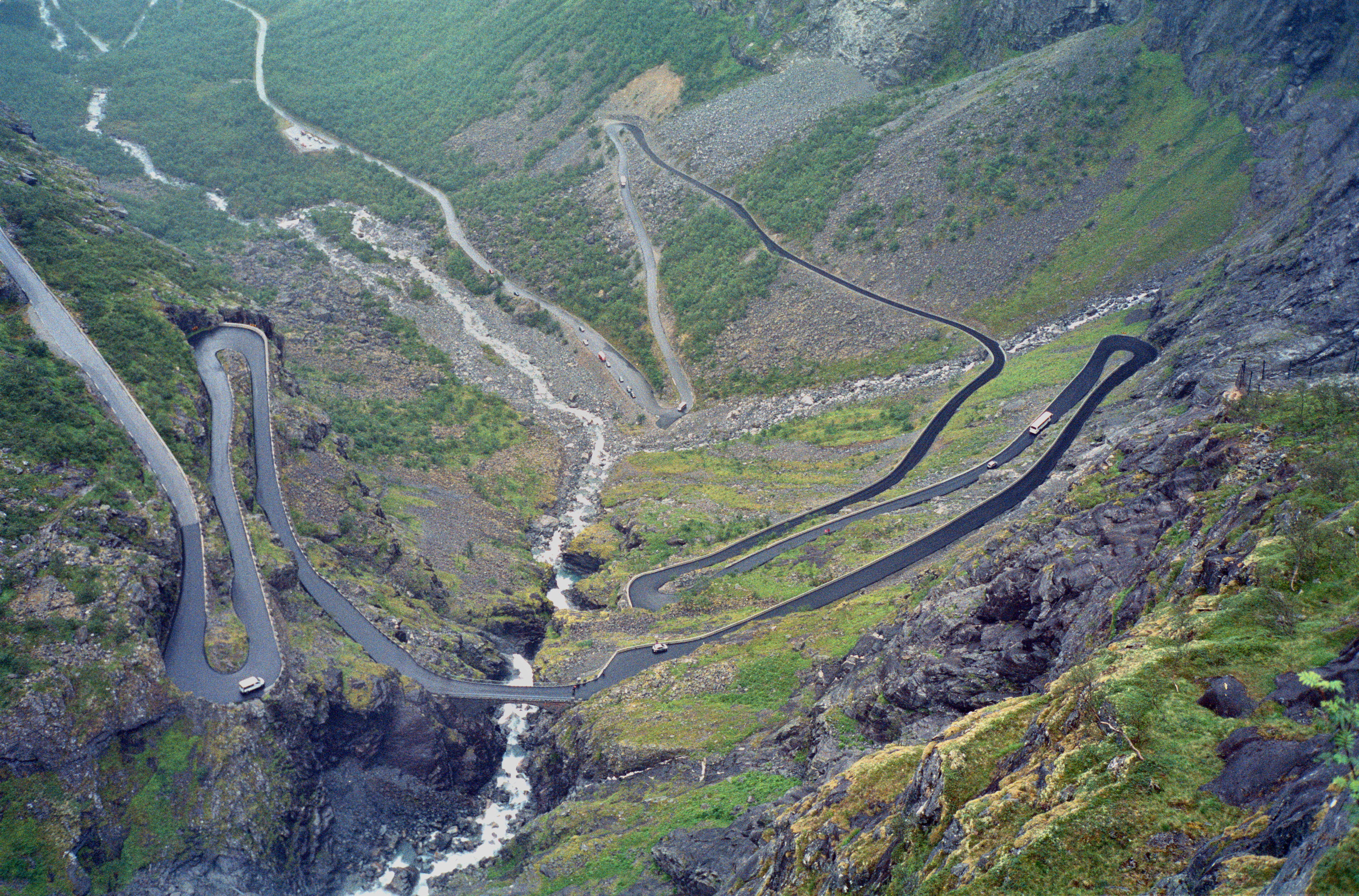
Straßenverlauf über den Wasserfall

Trollstigen (norwegisch für der Trollsteig) ist eine der bekanntesten Touristen-Straßen in Norwegen, etwa 20 km südlich von Åndalsnes.
Er ist die Nordseite einer Passstraße, die vom Romsdalsfjord nach Süden zum Norddalsfjord führt, einem Seitenarm des Storfjords.

## Allgemeines
Der Trollstigen ist Teil der Provinzstraße 63 und führt vom Isterdalen in elf Haarnadelkurven mit etwa zwölf Prozent Steigung hinauf zur Passhöhe. Dabei überwindet er eine Höhendifferenz von 405 m und erreicht 700 moh. Im weiteren Verlauf erreicht die Straße eine Höhe von 850 m. Die Haarnadel-„Svingen“, und teils die Strecken dazwischen, sind ähnlich wie Streckenabschnitte der Nordschleife durch Schilder „getauft“ worden, meist auf die Namen der Vorarbeiter, die beim Bau für den Abschnitt verantwortlich waren. Von unten beginnend gezählt sind dies: Otmar Østigård, Johan Voll (Kehre 2 bis 4), Kjelstad, Anton Fiva, Lars Daniel Tafjord, Martin Uri (8 und 10), Arthur Langdal und oben die Volda-Kurve (heute Bispesvingen nach dem Berg Bispen). Kurve Nummer 4 heißt auch Grustaksvingen. Nach Nikka Myren Grønning, die während der Bauzeit als Köchin tätig war, wurde Nikkasvingen benannt; sie war im Alter von 103 Jahren bei der Enthüllung des Schildes im Jahr 2020 anwesend.
Auf halber Strecke führt die Straße, die Teil der Goldenen Route ist, zudem über einen Wasserfall, den 320 Meter hohen Stigfossen. Die Passstraße wird umrahmt von den Bergen Bispen (dt. „der Bischof“, 1450 m), Kongen (dt. „der König“, 1614 m) und Dronninga (dt. „die Königin“, 1701 m). Die Strecke ist witterungsbedingt nur im Sommer geöffnet und kann von ungefähr Mitte Mai oder Anfang Juni bis Ende September befahren werden.
Die Straße wurde am 31. Juli 1936 nach achtjähriger Bauzeit von König Haakon VII. für den Verkehr freigegeben. Sie ist auch heute noch nur wenige Meter breit, manchmal fast einspurig, so dass man entgegenkommenden Fahrzeugen ausweichen muss. Wegen des schroffen Geländes gibt es kaum Möglichkeiten anzuhalten. Erst oben am Beginn eines Hochtales befindet sich der Aussichtspunkt Utsikten (dt. „die Aussicht“), von dem aus man den gesamten Verlauf der Straße überblicken kann. Am 16. Juni 2012 wurde Trollstigen offiziell als Norwegische Landschaftsroute eingeweiht.
Alljährlich fahren hunderttausende Touristen über den Trollstigen (529.800 im Jahr 2004). Viel Geld wird auch in den Schutz vor Steinschlag und Lawinen investiert. Im Sommer 2005 wurde nach einem Felssturz ein Teil der Strecke für 16 Millionen Norwegische Kronen (ca. zwei Millionen Euro) erneuert. Dabei bekam nicht nur die Talstrecke eine neue Trasse, sondern es wurden auch einige charakteristische Kurven entschärft. Der Gesamteindruck der Straße ist jedoch erhalten geblieben.